# Pickeringita
La pickeringita es un mineral, sulfato hidratado de aluminio y magnesio. Fue descrito a partir de ejemplares procedentes de Cerros Pintados, Tamarugal, Tarapacá (Chile), que consecuentemente es su localidad tipo. El nombre es un homenaje a John Pickering, filólogo, que fue presidente de la Academia Americana de Ciencias.
Es uno de los materiales que fueron explotados para obtener alumbre, y probablemente en muchas ocasiones el material llamado alumbre de pluma hacía referencia a este mineral.

## Propiedades físicas y químicas
Es un miembro del grupo de la halotriquita, con la que forma una serie. La pickeringita es el término con magnesio dominante, mientras que la halotriquita es el término con hierro dominante. Con frecuencia contiene manganeso, formando una serie, al menos parcial, con la  apjohnita, que es el término con este elemento dominante. También puede contener trazas de cobalto o de níquel. Aparece como agregados de microcristales capilares o aciculares, de aspecto afieltrado o fibroso, y también en forma terrosa, mezclada con otros sulfatos, especialmente halotriquita, botriógeno, kalinita, yeso, copiapita y melanterita.

## Yacimientos
Es un mineral común, formado por oxidación de la pirita en rocas aluminosas y magnesianas. También aparece como producto de la alteración de la pirita presente en carbones y en fumarolas. Al ser soluble en agua, se encuentra en zonas áridas o protegidas de la lluvia. Se ha descrito en varios centenares de localidades en el mundo, y probablemente exista en muchas más, en materiales con sulfuros alterados no analizados.  En Argentina se encuentra en las alumbreras  de Rodeo y Barreal, en San Juan, asociada a halotriquita.  En Chile, además de en la localidad tipo, aparece en la mina de Chuquicamata, Calama (Antofagasta) y en la mina Alcaparrosa, en Sierra Gorda (Antofagasta). En España se encuentra en los acantilados de Llumeres, Gozón (Asturias, en las minas de alumbre de Mazarrón (Murcia) y en las minas de Rodalquilar, Níjar (Almería).